# Compagnie internationale de navigation aérienne
La Compagnie internationale de navigation aérienne (CIDNA) è stata una compagnia aerea francese, attiva fino al 1933 quando è stata fusa con altre compagnie francesi per formare l'Air France.

## Storia
Il 1º gennaio 1920 viene creata la Compagnie franco-roumaine de navigation aérienne (CFRNA), questa diventa nel 1925 la Compagnie internationale de navigation aérienne (CIDNA), non più franco-rumena essa serviva l'Europa orientale. La CIDNA è una delle quattro compagnie che diedero vita nel 1933 all'Air France:
- Air Orient, che serviva il Mediterraneo e l'Oriente
- Air Union e Société générale des transports aériens (SGTA), che servivano l'Europa occidentale
- Compagnie internationale de navigation aérienne (CIDNA), che serviva l'Europa centrale
- Aéropostale, che serviva l'America del sud (acquistata in un secondo momento)